# En ung kvinna som sitter vid en cembalo
Ej att förväxla med Dam som sitter vid en cembalo, också av Johannes Vermeer
En ung kvinna som sitter vid en cembalo är en till Johannes Vermeer attribuerad oljemålning från omkring 1670–72.

## Beskrivning av målningen
Målningen avbildar en sittande ung dam som spelar på en cembalo och har likheter med den möjligen senare Dam som sitter vid en cembalo. Hon ser på betraktaren. 
Attribueringen till Johannes Vermeer är av förhållandevis sent datum. Målningen accepterades av kuratorn  Walter Liedtke i New York som del av 2001 års Vermeerutställning i New York och London,  och Liedtke inkluderat den också i sin 2008 utgivna katalog över Vermeers verk. I mars 2004 såldes målningen på Sotheby's i London annonserad som en autentisk målning av Johannes Vermeer.

## Proveniens
Målningens tidiga ägare är inte kända. Den uppmärksammades vid en auktion efter Wessel Ryers i Amstrerdam 1814. Den var under slutet av 1800-talet i Albert Beits ägo i London, och ärvdes därefter först av brodern Otto Beit och därefter dennes son Alfred Beit i Blessington i Irland, som hade den till 1960.
Den köptes 1960 av Frédéric Rolin (1919–2004) i Bryssel, som själv trodde att den var en Vermeer och lät inleda tekniska undersökningar. Efter hans död 2004 såldes den på auktion på Sotheby's i London till kasinoägaren Steve Wynn (född 1942)  i Las Vegas i USA.